# 뱌체슬라프 포즈드냐코프 (펜싱 선수)
뱌체슬라프 블라디미로비치 포즈드냐코프(러시아어: Вячесла́в Влади́мирович Поздняко́в, 1978년 6월 17일~)는 러시아의 펜싱 선수로 주 종목은 플뢰레이다. 2004년 하계 올림픽에서 남자 플뢰레 단체전 동메달을 획득했다.